# Israel Damonte
Israel Alejandro Damonte (La Plata, Buenos Aires, 6 de enero de 1982) es un exfutbolista y actual entrenador argentino. Jugaba como mediocampista y su último club fue Banfield. Actualmente se encuentra sin equipo.

## Biografía
Nació en La Plata, aunque a los tres años se mudó con su familia a Salto, una importante localidad agrícola del norte de la provincia de Buenos Aires. Como jugador, podía desempeñarse en cualquier zona defensiva del mediocampo. Poseía una gran técnica, buena visión de juego y una noción táctica espectacular.
Cuando llegó de Carmen de Areco se fue a probar a Racing Club donde jugó en 8.ª y 9.ª., quedó libre y ancló en Estudiantes de la Plata, donde pasó por las categorías menores. Fue campeón en 5.ª en 2000 junto a Mariano Pavone, Nicolás Ayr, Pablo Lugüercio y Roberto Russo.
Llegó a la primera de Estudiantes, en 2001, con Oscar Craviotto como DT, pero no tuvo continuidad; en 3 campeonatos solamente jugó 15 partidos (10, 1 y 4, respectivamente). Luego pasó por Quilmes, San Martín de Mendoza, Gimnasia y Esgrima de Jujuy -club con el que volvió a jugar en Primera A-, Tiburones Rojos de Veracruz (México), Nueva Chicago, Arsenal (Argentina), Asteras Tripolis (Grecia), Godoy Cruz, Nacional de Uruguay y por último retornó a Estudiantes de La Plata (donde hizo las inferiores) en julio de 2013, equipo en cual debutó en primera y del cual es hincha confeso en Argentina. Estando en contrato con Estudiantes, se postuló para volver a Nacional, pero el retorno al club tricolor no se concretó.
El jugador del pelo platinado, decidió teñirse en 2003 a semanas de llegado a jugar para San Martín de Mendoza, con la idea de dejar de pasar desapercibido ya que su padre desde la tribuna no lo reconocía.

### Como técnico
El 2 de enero de 2020 decidió retirarse del fútbol para convertirse en el entrenador del Club Atlético Huracán. En marzo de 2021, el club anunció el fin del vínculo después de que el equipo acumulase nueve partidos sin ninguna victoria.
En agosto de 2021, Damonte fue presentado como entrenador de Arsenal de Sarandí y firmó un contrato hasta diciembre de 2022. El 21 de noviembre, luego de una serie de malos resultados, presentó su renuncia a pesar de haberle ganado a Newell's por 3-1.
En enero de 2022, fue confirmado como entrenador de Sarmiento de Junín hasta diciembre del mismo año. Tras cumplir el objetivo de la permanencia, el club anunció la renovación de su contrato por un año más. El 24 de junio de 2023, se anunció que Damonte dejaría su cargo tras la finalización de la Liga Profesional.
El 27 de octubre de 2023, Damonte fue anunciado como entrenador de Colón y firmó un contrato por 12 meses, con una cláusula de salida a finales de año.No obstante, el club descendería a la Primera Nacional luego de perder ante Gimnasia y Esgrima La Plata en el desempate.El 14 de diciembre, la dirigencia confirmó que no continuaría en el cargo.
En febrero de 2024, inició su segunda etapa en Sarmiento de Junín.Sin embargo, el 19 de octubre, fue relevado de sus funciones después de una serie de malos resultados.

## Clubes

### Como jugador
| Club                        | País      | Año       | PJ  | Goles |
| --------------------------- | --------- | --------- | --- | ----- |
| Estudiantes de La Plata     | Argentina | 2000-2002 | 9   | 0     |
| Quilmes                     | Argentina | 2002      | 13  | 0     |
| Estudiantes de La Plata     | Argentina | 2003-2004 | 0   | 0     |
| San Martín de Mendoza       | Argentina | 2004-2005 | 27  | 2     |
| Gimnasia y Esgrima de Jujuy | Argentina | 2005-2006 | 33  | 5     |
| Tiburones Rojos             | México    | 2006      | 6   | 0     |
| Nueva Chicago               | Argentina | 2007      | 20  | 0     |
| Arsenal                     | Argentina | 2007      | 9   | 1     |
| Asteras Tripolis            | Grecia    | 2008-2010 | 21  | 0     |
| Godoy Cruz                  | Argentina | 2010-2011 | 45  | 2     |
| Nacional                    | Uruguay   | 2012-2013 | 44  | 2     |
| Estudiantes de La Plata     | Argentina | 2013-2017 | 117 | 8     |
| Huracán                     | Argentina | 2018-2019 | 39  | 3     |
| Banfield                    | Argentina | 2019-2020 | 5   | 0     |

### Como entrenador
| Equipo              | Div.                | Temporada           | Liga  | Liga | Liga | Liga | Liga |       | Copa | Copa | Copa | Copa  |   | Internacional | Internacional | Internacional | Internacional | Internacional |   | Otros | Otros | Otros | Otros |    | Totales | Totales     | Totales | Totales | Totales | Totales | Totales | Totales | Totales |
| Equipo              | Div.                | Temporada           | Part. | G    | E    | P    | Pos. | Part. | G    | E    | P    | Part. | G | E             | P             | Pos.          | Part.         | G             | E | P     | Part. | G     | E     | P  | Puntos  | Rendimiento | GF      | GC      | Dif.    |         |         |         |         |
| ------------------- | ------------------- | ------------------- | ----- | ---- | ---- | ---- | ---- | ----- | ---- | ---- | ---- | ----- | - | ------------- | ------------- | ------------- | ------------- | ------------- | - | ----- | ----- | ----- | ----- | -- | ------- | ----------- | ------- | ------- | ------- | ------- | ------- | ------- | ------- |
| Huracán Argentina   | 1.ª                 | 2020                | 7     | 2    | 1    | 4    | 21.º | 13    | 4    | 3    | 6    | 2     | 0 | 1             | 1             | 1ªF           | -             | -             | - | -     | 22    | 6     | 5     | 11 | 23/66   | 34.85%      | 23      | 35      | -12     |         |         |         |         |
| Huracán Argentina   | 1.ª                 | 2021                | -     | -    | -    | -    | -    | 6     | 1    | 4    | 1    | -     | - | -             | -             | -             | -             | -             | - | -     | 6     | 1     | 4     | 1  | 7/18    | 38.89%      | 6       | 6       | +0      |         |         |         |         |
| Huracán Argentina   | Total               | Total               | 7     | 2    | 1    | 4    | -    | 19    | 5    | 7    | 7    | 2     | 0 | 1             | 1             | -             | -             | -             | - | -     | 28    | 7     | 9     | 12 | 30/84   | 35.71%      | 29      | 41      | -12     |         |         |         |         |
| Arsenal Argentina   | 1.ª                 | 2021                | 15    | 3    | 5    | 7    | Inc. | -     | -    | -    | -    | -     | - | -             | -             | -             | -             | -             | - | -     | 15    | 3     | 5     | 7  | 14/45   | 31.11%      | 6       | 16      | -10     |         |         |         |         |
| Arsenal Argentina   | Total               | Total               | 15    | 3    | 5    | 7    | -    | -     | -    | -    | -    | -     | - | -             | -             | -             | -             | -             | - | -     | 15    | 3     | 5     | 7  | 14/45   | 31.11%      | 6       | 16      | -10     |         |         |         |         |
| Sarmiento Argentina | 1.ª                 | 2022                | 27    | 8    | 8    | 11   | 21.º | 15    | 6    | 3    | 6    | -     | - | -             | -             | -             | -             | -             | - | -     | 42    | 14    | 11    | 17 | 53/126  | 42.06%      | 44      | 58      | -14     |         |         |         |         |
| Sarmiento Argentina | 1.ª                 | 2023                | 27    | 7    | 9    | 11   | 19.º | 1     | 0    | 1    | 0    | -     | - | -             | -             | -             | -             | -             | - | -     | 28    | 7     | 10    | 11 | 31/84   | 36.9%       | 23      | 26      | -3      |         |         |         |         |
| Colón Argentina     | 1.ª                 | 2023                | -     | -    | -    | -    | -    | 4     | 2    | 0    | 2    | -     | - | -             | -             | -             | 1             | 0             | 0 | 1     | 5     | 2     | 0     | 3  | 6/15    | 40%         | 6       | 6       | +0      |         |         |         |         |
| Colón Argentina     | Total               | Total               | -     | -    | -    | -    | -    | 4     | 2    | 0    | 2    | -     | - | -             | -             | -             | 1             | 0             | 0 | 1     | 5     | 2     | 0     | 3  | 6/15    | 40%         | 6       | 6       | +0      |         |         |         |         |
| Sarmiento Argentina | 1.ª                 | 2024                | 18    | 4    | 7    | 7    | Inc. | 8     | 2    | 1    | 5    | -     | - | -             | -             | -             | -             | -             | - | -     | 26    | 6     | 8     | 12 | 26/78   | 33.34%      | 20      | 27      | -7      |         |         |         |         |
| Sarmiento Argentina | Total               | Total               | 72    | 19   | 24   | 29   | -    | 24    | 8    | 5    | 11   | -     | - | -             | -             | -             | -             | -             | - | -     | 96    | 27    | 29    | 40 | 110/288 | 38.2%       | 87      | 111     | -24     |         |         |         |         |
| Total en su carrera | Total en su carrera | Total en su carrera | 94    | 24   | 30   | 40   | -    | 47    | 15   | 12   | 20   | 2     | 0 | 1             | 1             | -             | 1             | 0             | 0 | 1     | 144   | 39    | 43    | 62 | 160/432 | 37.03%      | 127     | 173     | -46     |         |         |         |         |
| 1. 2. 3.            |                     |                     |       |      |      |      |      |       |      |      |      |       |   |               |               |               |               |               |   |       |       |       |       |    |         |             |         |         |         |         |         |         |         |

#### Resumen estadístico
| Competición                   | Partidos | Ganados | Empatados | Perdidos | Rendimiento | Mejor resultado         |
| ----------------------------- | -------- | ------- | --------- | -------- | ----------- | ----------------------- |
| Primera División de Argentina | 94       | 24      | 30        | 40       | 36.17%      | 19.º lugar              |
| Copa de la Liga Profesional   | 44       | 15      | 9         | 20       | 40.91%      | 7.º lugar               |
| Copa Argentina                | 4        | 0       | 3         | 1        | 25%         | Treintidosavos de final |
| Copa Sudamericana             | 2        | 0       | 1         | 1        | 16.67%      | Primera fase            |
| TOTAL                         | 144      | 39      | 43        | 62       | 37.03%      | Sin títulos             |

## Palmarés

### Como jugador

#### Campeonatos nacionales
| Título              | Club     | País    | Año     |
| ------------------- | -------- | ------- | ------- |
| Torneo Apertura     | Nacional | Uruguay | 2011    |
| Campeonato Uruguayo | Nacional | Uruguay | 2011-12 |

#### Campeonatos internacionales
| Título            | Club    | País      | Año  |
| ----------------- | ------- | --------- | ---- |
| Copa Sudamericana | Arsenal | Argentina | 2007 |

#### Distinciones individuales
| Distinción                                                                      | Año  |
| ------------------------------------------------------------------------------- | ---- |
| Mejor futbolista extranjero del Campeonato Uruguayo de Primera División 2012-13 | 2013 |